# Steierdorf, Caraș-Severin
Steierdorf este o localitate componentă a orașului Anina din județul Caraș-Severin, Banat, România.